# Bathydraconidae
Bathydraconidae – rodzina morskich ryb z rzędu ryb okoniokształtnych (Perciformes).

## Klasyfikacja
Rodzaje zaliczane do tej rodziny:
- Acanthodraco
- Akarotaxis
- Bathydraco
- Cygnodraco
- Gerlachea
- Gymnodraco
- Parachaenichthys
- Prionodraco
- Psilodraco
- Racovitzia
- Vomeridens